# 阿部知子
阿部 知子（あべ ともこ、1948年〈昭和23年〉4月24日 - ）は、日本の医師、政治家。立憲民主党所属の衆議院議員（9期）。
社会民主党政策審議会長（第7代）、日本未来の党代表兼幹事長、みどりの風代表代行、民進党副代表などを歴任。

## 来歴

### 生い立ち～医師
東京都目黒区生まれ。未熟児で体が弱かったため、幼稚園には通えなかった。お茶の水女子大学附属高等学校卒業。1967年、国際基督教大学に入学。その後、医師を志すようになり、中退して、1968年に東京大学入学。在学中は東大紛争の最盛期で、フロントに参加していた。1974年、東京大学医学部卒業。1977年から稲田登戸病院小児科に勤務する。1980年から国立小児病院神経科、1983年から東京大学医学部附属病院小児科にそれぞれ勤務し、1993年から1年間、アメリカ合衆国メイヨー・クリニック疫学部に留学。1999年から2000年まで、千葉徳洲会病院長。衆議院議員に当選した2000年からは、徳洲会系の湘南鎌倉総合病院に非常勤で勤務し、外来を担当している（新生児から思春期の子供を診療）。
仙谷由人らが在籍したフロントや、八代英太、田英夫らが結成したMPD・平和と民主運動、田が党首を務めた平和・市民、地方議会に議席を有する市民の党に参加した後、社会民主党に入党する。1995年の第17回参議院議員通常選挙に平和・市民から比例区で出馬し落選。1998年の第18回参議院議員通常選挙に社民党公認、自由連合推薦で神奈川県選挙区（定数3）から出馬したが、得票数5位で落選した。なお、自由連合は徳洲会の創始者である徳田虎雄が設立した政党であり、2005年の第44回衆議院議員総選挙に際しても阿部を推薦した。

### 社会民主党時代
2000年6月、第42回衆議院議員総選挙に神奈川12区から社民党及び神奈川県医師会公認で出馬。選挙区では民主党の江崎洋一郎、自由民主党の桜井郁三らに敗れ得票数は4位であったが、重複立候補していた比例南関東ブロックで復活し、初当選した。以後、6期連続で比例復活当選。2003年、離党した大脇雅子の後任の政策審議会長に就任し、阿部自身が2012年に離党するまで、9年間にわたり同職を務めた。その間は執行部の一員であったが、2007年11月の党首選の際、現職の福島瑞穂の推薦人に大半の党所属国会議員が名を連ねる中、阿部は推薦人にならず、「護憲のみに偏重した現在の党の活動は改めるべき」と注文をつけ、党内では現実路線を訴えた。同選挙では福島が無投票で再選し、執行部人事では阿部を執行部から外す考えであったが、後任に推された辻元清美が固辞したため、結局阿部を政審会長に留任させた。
2009年の第45回衆議院議員総選挙では社民党は民主党、国民新党と選挙協力を行ったが、神奈川12区では民主党の中塚一宏との分裂選挙となる（国民新党は阿部を推薦）。神奈川12区では中塚が当選し、比例南関東ブロックで復活し4選を果たした。政権交代により、与党議員となる（2010年6月まで）。

### 日本未来の党結党
衆議院議員総選挙が目前に迫った2012年11月15日に社民党を離党すると表明。当初はみどりの風への参加を検討する意向を示していたが、11月27日に日本未来の党結党に参加、党神奈川県連代表、次いで党副代表に起用される。第46回衆議院議員総選挙では日本未来の党公認で神奈川12区から出馬し、選挙区では自民党の星野剛士に敗れ次点であったが、比例南関東ブロックで復活し、5選。選挙直後に未来の党が嘉田由紀子代表と小沢一郎との間で対立、分裂に至った時には、所属国会議員では唯一嘉田に従った。2013年1月20日、新たに結成された日本未来の党 (政治団体)の結成総会で嘉田に代わり代表に就任する。

### みどりの風に入党
2013年5月13日、日本未来の党代表のまま、みどりの風に入党する。同年5月29日、みどりの風は阿部が入党することと党代表代行に就任することを正式に発表した。同年7月の第23回参議院議員通常選挙では、みどりの風の全立候補者が落選し、所属国会議員数が5人を下回ったため、みどりの風は政党要件を喪失。それ以降、みどりの風は政治団体としての活動の実態がほとんどなくなり、同年12月31日に解散した。

### 民主党入党～民進党参加
みどりの風解散後は無所属として活動していたが、2014年12月14日執行の第47回衆議院議員総選挙には民主党の公認候補として神奈川12区より立候補し（前回衆議院議員選挙まで同区で立候補し阿部と争った元衆議院議員の中塚一宏は出馬辞退）、小選挙区では前回敗れた星野に715票差で再び敗れたものの、比例復活で6選。この選挙で民主党代表の海江田万里が落選。海江田の辞任に伴い2015年1月18日に行われた代表選挙では、岡田克也の推薦人に名を連ねた。
2016年3月、民主党と維新の党が合併し結成された民進党に参加。同年9月15日の民進党代表選挙では玉木雄一郎の推薦人に名を連ねた。
2017年7月27日、民進党代表の蓮舫が、同月の東京都議会議員選挙の結果を受けて辞任を表明。蓮舫の辞任に伴う代表選挙（9月1日実施）では前原誠司の推薦人に名を連ねた。

### 立憲民主党への参加
2017年9月28日、民進党の前原誠司代表は両院議員総会で、希望の党への事実上の合流方針を提案し、了承された。9月29日早朝、藤沢市の湘南台駅前での街頭演説で、希望の党代表の小池百合子が「原発ゼロ」を掲げたことについて「歓迎する」とし、「ぜひ一緒にやりたいと思う」と述べた。ところが小池が同日午後の定例記者会見で「リベラル系議員の排除」を宣言すると、これに反発。9月30日、藤沢駅前の演説で「憲法などの態度を踏み絵にする小池氏は、度量が狭い」と訴え、新党結成も検討するとの考えを示した。さらに10月1日午後、藤沢市内での演説後、報道陣に「10月3、4日までに（リベラル系議員ら約10人で）新党を立ち上げる」と語った。枝野幸男も同日、新党結成の可能性に言及した。
同年10月3日午前、新党「立憲民主党」が設立される。設立届には枝野、長妻昭、菅直人、赤松広隆、阿部、初鹿明博ら6人が名を連ねた。同日午後、希望の党は衆院選の第1次公認192人を発表。同党が神奈川12区に元藤沢市議会議員の原輝雄を擁立したことが明らかとなった。10月22日に行われた第48回衆議院議員総選挙で、星野、原を破り、7選。小選挙区初勝利を果たした（星野は比例復活）。
2020年9月15日、旧立憲民主党と旧国民民主党は、2つの無所属グループを加えた形で新「立憲民主党」を設立。同年9月22日、同党神奈川県連の結成大会が行われ、阿部は代表に選出された。
2021年10月31日の第49回衆議院議員総選挙で星野と日本維新の会公認の水戸将史を破り8選。枝野幸男代表の辞任に伴う代表選挙（11月30日実施）では西村智奈美の選対本部長を務め、かつ推薦人に名を連ねた。同年12月2日、両院議員総会長に就任。
2022年7月施行の第26回参議院議員通常選挙では、自ら県連代表を務める神奈川県選挙区に、同県議会議員の寺崎雄介と元JAXA職員の水野素子の2名を擁立する。同選挙では通常改選数が4議席であるが、前年に松沢成文が横浜市長選立候補（落選）により退職（自動失職）したことにより、さらに非改選（2025年改選）の欠員1を補う合併選挙となり、改選数5議席を争う構図となったため、立憲民主党は複数擁立を目指す方向を打ち出していた。特に水野の擁立については「女性候補を擁立したい」阿部の強い意向があったとされる。
しかし、党本部や県連内から共倒れを危惧する意見があり、寺崎に一本化する動きもあったが、女性候補擁立を訴える阿部はこの動きに対し反発し、党歴が長い地元の仲間を重視する県連幹事長の滝田孝徳（神奈川県議）との対立を招く形となり、互いに譲らぬまま6月22日の公示日を迎えた。その後、国民民主党や立憲と共闘体制にあった日本共産党、社会民主党もそれぞれ独自候補を擁立する乱戦となった。
同年7月4日、党本部は各種情勢調査などを踏まえ「共倒れになりかねない」と判断。幹事長の西村智奈美が阿部らを呼び、「当選の可能性がより高い水野に支援を集中させる」と通告した。翌5日、阿部が党本部の方針を公表したが「寺崎さんを切り捨てるのか」と、寺崎陣営のほか、有権者からも批判が殺到し、立憲県連内部の分断が表面化した。
結局、投開票の結果は改選5議席のうち、自民党が2議席（1位・4位）を確保し、公明党（3位）とさらに「（事実上）合併選挙の要因を作った」日本維新の会公認の松沢が2位で当選した一方で、立憲民主党は水野が辛うじて5位に入り松沢の残余任期3年を引き継ぐ「補欠当選」に留まり、寺崎は8位で落選する惨敗を喫した。共倒れは回避されたが、同じく複数人擁立で2議席を確保した自民と対照的な結果となった。この選挙を巡る亀裂はその後も県連内で後遺症として引きずり、阿部のこれまでの県連運営体制に「分断を助長した」との批判も噴出し、阿部を支援していたはずの地方議員の離反も招く事態となった。この結果、選挙後の同年9月17日に行われた党神奈川県連代表選挙で阿部は青柳陽一郎に敗れた。青柳は参院選時に寺崎陣営の選対本部長を務めていた。
2023年5月15日、立憲民主党代表の泉健太はBSフジの報道番組「プライムニュース」に出演した際、次期衆院選について、日本共産党と日本維新の会とは選挙協力を行わないと明言した。共産党は反発。5月22日、立憲民主党との競合を辞さずに小選挙区での擁立を積極的に進める方針を示した。6月16日、阿部ら立憲民主党の有志は「野党候補の一本化で政権交代を実現する有志の会」を立ち上げ、記者会見し、泉代表に対し軌道修正を求めた。有志の会の発起人は阿部、稲富修二、小川淳也、小沢一郎、鎌田さゆり、菊田真紀子、手塚仁雄、原口一博、松木謙公、谷田川元、柚木道義、湯原俊二ら12人。党所属の衆院議員の半数を超える53人が賛同し、「非泉」の動きが表面化した。
2024年10月27日の第50回衆議院議員総選挙で星野や水戸らを破り9選。

## 政策・主張

### HPVワクチン
2021年4月3日、HPVワクチン（子宮頸がんワクチン）に関するニュース記事を引用し「我が国ではこの間子宮頸癌といえば、ワクチン接種の話ばかりが先行しているが、その副反応も含めて未だに全貌が明らかにはなってはいない。ワクチンリスクよりも着実な健診普及を。」と発言。
しかし、2018年に公開された調査結果の解説によると、HPVワクチンと接種後の症状に因果関係は無いことが示されている。WHOも2015年には「薄弱な根拠によって有益なワクチンを使わないことは、実質的な損害につながる」と警告。日本産科婦人科学会も2018年3月12日から継続的に情報を発信、「WHOも世界中の最新データを継続的に評価しHPVワクチンの推奨を変更しなければならないような安全性の問題は見つかっていないと発表しています。」と声明を出している。

### 新型コロナワクチン
2022年4月6日、"子どもへのコロナワクチン接種「わからないこと」"と題した新聞記事では「米国・ニューヨーク州の保健当局などの研究チームがまとめた報告では、12～17歳の子どもに比べ、5～11歳の子どもにワクチンを接種した場合、感染を防ぐ効果が短期間（約1カ月）で大幅に低下し、12％になるとされている」と指摘。ただし、引用されているEffectiveness of the BNT162b2 vaccine among children 5-11 and 12-17 years in New York after the Emergence of the Omicron Variantという論文は、2022年4月17日現在査読前であり信憑性は乏しい。
阿部は続いて「11歳以下の場合、12歳以上に比べてワクチンの成分量を減らしていることが原因とみられるが、成分量を減らしているのは副反応の懸念があるためだ。子どもの副反応についてもわからないことが多いため、成分量を増やせばいい、ということにはならない。」と指摘。しかし、米国やヨーロッパでは5歳～11歳に対するワクチン接種の大規模な臨床試験が行われている。2022年2月21日に紹介された記事では、大人と同じような副反応がみられるが、腕の痛みや頭痛、だるさを中心に、多くの副反応は16歳以上と比較すると頻度が低いことが報告されている。

### 北朝鮮問題
北朝鮮による日本人拉致事件に関し、「拉致は存在しない」と主張してきた社会民主党に対する批判が高まりを見せる中で、阿部は「当時の日本社会党と北朝鮮との過去の関係について検証し、国民に説明と謝罪をすべき」とした上で、与党が主張する北朝鮮への経済制裁に同調する姿勢を見せた。しかし、土井たか子・渕上貞雄・福島・保坂・辻元らは経済制裁に強硬に反対。その後、阿部は拉致議連への入会を申し出たが、拉致被害者家族会の旧社会党・社民党に対する疑念や不信を理由に拒否された。
2002年10月には田嶋陽子・大渕絹子両参議院議員が北朝鮮による日本人拉致問題をめぐる一連の社民党の対応を批判し、阿部もこれらの批判に賛同はしたものの、田嶋・大渕のように離党には踏み切らなかった。
一方、高校無償化をめぐっては朝鮮学校への適用に賛成し、2013年4月25日に実施された「『高校無償化』制度の朝鮮学校への即時適用と補助金復活を求める院内集会」に社民党幹事長の又市征治参院議員、同政策審議会長の吉田忠智参院議員、同党の吉川元衆院議員、民主党の江崎孝・有田芳生両参院議員らと共に参加し朝鮮学校に「無償化」をこれからも働きかけることを表明した。

### 永住外国人への地方選挙権付与
永住外国人の地方選挙権付与に賛成。2011年3月に提出された外国人住民基本法案の制定に関する請願の紹介議員を務めた。

### 阪神・淡路大震災と自衛隊に関する発言
メールマガジン第253号「国民保護は地方自治から」の中で、1995年に起きた阪神・淡路大震災において「国民を災害から守ることを任務とされているはずの自衛隊が、国による命令を受けて救援に向ったのは、数日を経た後のことであった」と発言した。
自身のホームページで「たくさんのご意見をちょうだいして」と題し、「事実認識のあいまいさに起因する部分もあった」「頂戴しましたご意見の中に、自衛隊が必死にがんばっていたことへの感謝が述べられたものも多々ありました」と釈明した。

### 政党交付金
政党交付金（政党助成金）など、政党・政治団体への公費助成制度については、「NPOへの公的支援と同じく、お金の無い人が政治に参加するための重要な手段」と位置づけ、助成金の増額を訴えている。

## 人物
- 2010年8月19日、日韓併合100年を契機に「植民地支配過程で被害にあった韓国人とその子孫たちに対して日本政府の十分な賠償を促す」ことを目的とした「韓日過去史の解決と未来に向けた平和議員会議」に民主党の斎藤勁衆院議員・土肥隆一衆院議員・首藤信彦衆院議員・相原久美子参院議員・今野東参院議員・那谷屋正義参院議員、日本共産党の山下芳生参院議員、社民党党首の福島瑞穂参院議員、無所属の糸数慶子参院議員らと出席し、自民党の加藤紘一衆院議員の代理人も参加し、韓国の国会議員らとともに日本による韓国併合の違法性、戦後補償と慰安婦問題、在日韓国人の地方参政権問題などの解決方法について議論した[58][59]。その議論の中で阿部は「（戦争中、日本に徴用された人たちへの）未払い賃金や原爆被爆者、地方参政権付与や慰安婦についての委員会を作り、これからも（日韓で）密に連携することには賛成だ。一歩でも前に進めないといけない。」と総括した[60]。

- 衆議院議員に当選した後も非常勤の小児科医として医療に携わっているため、医師不足の問題や、高齢者医療（後期高齢者医療制度）などに対して積極的な発言を行っている。ただし、内容について他の現役医者から指摘されることがしばしばある[61][62]。

- 2003年、静岡空港建設反対の国会議員署名活動で署名者に加わった[63]。
- 社民党在籍時は、党首・福島瑞穂との対立、確執がしばしば報じられ、阿部自身も「社民党に始末書をとられたことがある」と発言している[64]。党神奈川県連幹事長の高橋八一は、第22回参議院議員通常選挙において、党の票分割計画に従わず、比例区で福島ではなく保坂展人を応援したことについて「議員として優秀でも組織のルールに基づいて行動しなければそれなりの対応しかできない」と批判し、次期衆議院議員総選挙で比例南関東ブロックへの重複立候補を認めない方針を示唆していた（結果的には、阿部は選挙前に社民党を離党した）[65]。また高橋は阿部が社民党離党を表明した際にも「12年間一緒にやってきたのに、あまりにも失礼だと思う」と発言した[66]。
- 徳洲会系列の病院に勤務した経験があり、2012年の第46回衆議院議員総選挙では選挙支援も受けた[67]。総選挙に際し徳田虎雄から300万円の借り入れを行い、選挙後の2013年10月8日、金利2％を含め返却している[68]。
- 2016年11月22日に起きた東日本大震災の余震において、地震の揺れを感知し自動停止した冷却ポンプに関して「福島第二原発3号炉では使用済み燃料プールの冷却ポンプがつまり水温はこのままでは一週間程で65度になる」とTwitterで主張した[69]。その後「『つまり』と表現したことへの誤りのご指摘を頂き、訂正する」とした[70]。
- 2018年12月25日、沖縄県名護市辺野古沿岸への土砂埋め立ての抗議中、座り込みが道路交通法に抵触するとして、警察官から排除された[71]。
- 2019年9月19日、AIPL社の取締役に就任。同社はコンテンツ事業やアライアンス事業、医療関連事業などを手がけていたジャスダック上場の株式会社Nutsの子会社である。Nutsは2020年2月に証券取引等監視委員会により金融商品取引法違反（偽計）の嫌疑で強制調査を受け、2020年9月16日に東京地裁より破産手続き開始決定を受けた。同時期に自見庄三郎も顧問に就任していた。
- 2023年6月21日、ハンギョレ新聞のインタビューに答え、目前に迫った福島第一原発の汚染水の海洋放出について「海は共有財産」だと述べつつ、汚染水を固体にして日本国内に置き、後に再利用しようという新たな代案を提示した。また「日本政府とIAEAは、処理汚染水の海洋放出が長期間続いた時、環境や人体に与える影響についても深く研究していない。放射性物質を海に捨ててはならない」と訴えた。同時に「福島第一原発は（2011年3月に）事故が起きた原子炉であるため、セシウムやストロンチウムなどのあらゆる放射性物質が汚染水には含まれている。経済産業省と東京電力は、どれだけの量の放射性物質を海に捨てることになるのかは語らない。希釈だけに焦点を当てており、放射性物質の総量に対しては何の検証もない。基準値以下にして薄めたとしても巨大な量の処理汚染水であるため、放射性物質の総量は無視できない。処理汚染水の放射性物質測定核種も64種から30種に縮小された。リスクを評価するためには、できうる限り確認しなければならない。日本政府とIAEAは、処理汚染水の海洋放出が長期間続いた時の環境や人体への影響についても深く研究していない。また日本は福島第一原発の2051年の廃炉を目指しているが、これは不可能だ。廃炉になるまで汚染水は発生し続ける」と述べ、批判された。7月12日には韓国最大野党「共に民主党」の議員と共に処理水の放出計画中止を求める共同声明を発表した。同月18日に立憲民主党の岡田克也幹事長は、記者会見に同席したのは「慎重さを欠いた行動だ」として、阿部を口頭で注意したと明らかにした[72]。

## 選挙歴
| 当落 | 選挙                     | 執行日         | 年齢 | 選挙区                   | 政党         | 得票数     | 得票率 | 定数 | 得票順位 /候補者数 | 政党内比例順位 /政党当選者数 |
| ---- | ------------------------ | -------------- | ---- | ------------------------ | ------------ | ---------- | ------ | ---- | ------------------ | ---------------------------- |
| 落   | 第17回参議院議員通常選挙 | 1995年07月23日 | 47   | 比例区                   | 平和・市民   |            |        | 48   | /                  | /                            |
| 落   | 第18回参議院議員通常選挙 | 1998年07月12日 | 50   | 神奈川県                 | 社会民主党   | 29万8244票 | 8.36%  | 3    | 6/15               | /                            |
| 比当 | 第42回衆議院議員総選挙   | 2000年06月25日 | 52   | 比例南関東（神奈川12区） | 社会民主党   | 3万6276票  | 18.79% | 21   | 4/5                | 1/2                          |
| 比当 | 第43回衆議院議員総選挙   | 2003年11月09日 | 55   | 比例南関東（神奈川12区） | 社会民主党   | 2万6954票  | 14.01% | 22   | 3/5                | 1/1                          |
| 比当 | 第44回衆議院議員総選挙   | 2005年09月11日 | 57   | 比例南関東（神奈川12区） | 社会民主党   | 3万5133票  | 15.14% | 22   | 3/4                | 1/1                          |
| 比当 | 第45回衆議院議員総選挙   | 2009年08月30日 | 61   | 比例南関東（神奈川12区） | 社会民主党   | 4万7538票  | 19.73% | 22   | 3/5                | 1/1                          |
| 比当 | 第46回衆議院議員総選挙   | 2012年12月16日 | 64   | 比例南関東（神奈川12区） | 日本未来の党 | 5万976票   | 23.63% | 22   | 2/5                | 1/1                          |
| 比当 | 第47回衆議院議員総選挙   | 2014年12月14日 | 66   | 比例南関東（神奈川12区） | 民主党       | 8万2612票  | 42.08% | 22   | 2/4                | 1/4                          |
| 当   | 第48回衆議院議員総選挙   | 2017年10月22日 | 69   | 神奈川12区               | 旧立憲民主党 | 8万6550票  | 43.20% | 1    | 1/3                | /                            |
| 当   | 第49回衆議院議員総選挙   | 2021年10月31日 | 73   | 神奈川12区               | 立憲民主党   | 9万5013票  | 42.43% | 1    | 1/3                | /                            |
| 当   | 第50回衆議院議員総選挙   | 2024年10月27日 | 76   | 神奈川12区               | 立憲民主党   | 8万4310票  | 39.71% | 1    | 1/5                | /                            |

## 所属団体・議員連盟
- 適切な医療を実現する医師国会議員連盟（幹事）
- 子ども・被災者支援議員連盟（幹事）
- 原発ゼロの会（事務局長）
- 立憲フォーラム（呼びかけ人）
- 国連障害者の権利条約推進議員連盟（副会長）[73]
- 医師国会議員の会
- 子どもへのワクチン接種とワクチン後遺症を考える超党派議員連盟[74]

## 著書
- 単著
  - 『死を看とる心 / 樹心の会』永田文昌堂、1986年
  - 『見てわかる0～12か月赤ちゃん育児book』成美堂出版、1998年
  - 『思春期外来診療室』学陽書房、1998年
  - 『子どもがかかりやすい病気の事典』中央公論社、1999年
  - 『眠れない夜はお母さんそばにいて』ゆみる出版、2000年
  - 『いのちの危機に』ゆみる出版、2002年
  - 『赤ちゃんを産む場所がない！？』ジャパンマシニスト社、2008年
- 共著
  - 阿部知子・保坂展人『どうなる！？高齢者の医療制度』ジャパンマシニスト社、2008年